# Campionat de Catalunya de natació - 5x50 metres lliures
Els 5x50 metres lliures fou una prova del Campionat de Catalunya de natació que es realitzà en categoria masculina durant les dècades de 1920 i 1930. En categoria femenina només es diputà la prova en dues edicions, els anys 1934 i 1935, i la resta d'edicions es disputà en la modalitat de 4x50 metres lliures. Era una prova per equips, on el nedadors de cada equip havien de completar un tram de 50 metres en estil lliure. El Club Natació Barcelona fou el vencedor de totes les edicions disputades.
Altres curses de relleus en estil lliure són els 4x100 metres lliures i els 4x200 metres lliures.

## Historial
Llegenda
| Prova disputada sobre una distància de 4x50 metres lliures. |
| Prova disputada sobre una distància de 5x50 metres lliures. |

| Edició                                                          | Data | Competició masculina            | Competició masculina                                             | Competició masculina            | Competició femenina             | Competició femenina                                       | Competició femenina             | refs.             |
| Edició                                                          | Data | Campió                          | Nedadors                                                         | Temps                           | Campió                          | Nedadores                                                 | Temps                           | refs.             |
| --------------------------------------------------------------- | ---- | ------------------------------- | ---------------------------------------------------------------- | ------------------------------- | ------------------------------- | --------------------------------------------------------- | ------------------------------- | ----------------- |
| IV                                                              | 1921 | CN Barcelona                    | J. Roig, A. Vila, Fábregas, J. Cruells, J. Peradejordi           | 3:05.4                          | N/D                             | N/D                                                       | N/D                             | [ 2 ] [ 3 ]       |
| V                                                               | 1922 | CN Barcelona                    | Fábregas, J. Roig, J.M. Pinillo, R. Trueta, R. Arruga            | 2:43.0                          | N/D                             | N/D                                                       | N/D                             | [ 2 ] [ 3 ]       |
| VI                                                              | 1923 | CN Barcelona                    | J.A. Farrés, J. Roig, R. Berdemàs, R. Trueta, J.M. Pinillo       | 2:53.4                          | N/D                             | N/D                                                       | N/D                             | [ 2 ] [ 3 ]       |
| VII                                                             | 1924 | CN Barcelona                    | J.M. Pinillo, J.A. Farrés, J. Peradejordi, R. Berdemàs, S. Parés | 2:56.0                          | N/D                             | N/D                                                       | N/D                             | [ 2 ] [ 3 ]       |
| VIII                                                            | 1925 | CN Barcelona A                  | J.M. Pinillo, R. Berdemàs, J.A. Farrés, J. Cruells, Ferran       | 2:41.0                          | N/D                             | N/D                                                       | N/D                             | [ 2 ] [ 3 ]       |
| IX                                                              | 1926 | CN Barcelona A                  | S. Parés, J.A. Farrés, J. Cruells, R. Trueta, G. Giménez         | 2:38.4                          | CN Barcelona                    | M.L. Arenas, I. Volgenbein, M.L. Vigo, L. Muñoz           | 3:21.8                          | [ 2 ] [ 3 ]       |
| X                                                               | 1927 | CN Barcelona A                  | S. Parés, J.M. Pinillo, R. Brull, J.A. Farrés, J. Cruells        | 2:40.0                          | CN Barcelona                    | I. Volgenbein, J. Torrens , M.L. Vigo, L. Muñoz           | 3:06.0                          | [ 2 ] [ 3 ]       |
| XI                                                              | 1928 | CN Barcelona A                  | J. González, À. Sabata, M. Zwiller, J. Cruells, C. Asensio       | 2:33.0                          | CN Barcelona A                  | M.L. Vigo, M. Aumacellas, J. Torrens, Aguilar             | 2:52.8                          | [ 2 ] [ 3 ]       |
| XII                                                             | 1929 | CN Barcelona A                  | J.M. Pinillo, R. Schulz, E. Artal, J. Cruells, À. Sabata         | 2:34.8                          | CN Barcelona A                  | F. Palatxí, A. Trigo, D. Granicher, M. Bassols            | 3:04.2                          | [ 2 ] [ 3 ]       |
| XIII                                                            | 1930 | CN Barcelona A                  | S. Palatchi, E. Artal, À. Sabata, R. Brull, S. Parés             | 2:35.3                          | CN Barcelona A                  | M. Bassols, M.L. Vigo, J. Torrens, M. Aumacellas          | 2:44.2                          | [ 2 ] [ 3 ]       |
| XIV                                                             | 1931 | CN Barcelona C                  | J. Miquel, À. Sabata, M. Zwiller, J. Cruells, C. Uzandizaga      | 2:35.2                          | CN Barcelona B                  | M. Aumacellas, C. Prieto, D. Granicher, D. Mode           | 2:43.0                          | [ 2 ] [ 3 ]       |
| XV                                                              | 1932 | no es disputà entre 1932 i 1936 | no es disputà entre 1932 i 1936                                  | no es disputà entre 1932 i 1936 | no es disputà entre 1932 i 1933 | no es disputà entre 1932 i 1933                           | no es disputà entre 1932 i 1933 | [ 2 ] [ 3 ]       |
| XVI                                                             | 1933 | no es disputà entre 1932 i 1936 | no es disputà entre 1932 i 1936                                  | no es disputà entre 1932 i 1936 | no es disputà entre 1932 i 1933 | no es disputà entre 1932 i 1933                           | no es disputà entre 1932 i 1933 | [ 2 ] [ 3 ]       |
| XVII                                                            | 1934 | no es disputà entre 1932 i 1936 | no es disputà entre 1932 i 1936                                  | no es disputà entre 1932 i 1936 | CN Barcelona                    | C. Soriano, M. Ros, R. Nadal, M. Massanella, D. Granicher | 3:21.6                          | [ 2 ] [ 3 ]       |
| XVIII                                                           | 1935 | no es disputà entre 1932 i 1936 | no es disputà entre 1932 i 1936                                  | no es disputà entre 1932 i 1936 | CN Barcelona A                  | C. Soriano, M. Ros, R. Nadal, M. Massanella, D. Granicher | 3:15.0                          | [ 2 ] [ 3 ] [ 4 ] |
| XIX                                                             | 1936 | no es disputà entre 1932 i 1936 | no es disputà entre 1932 i 1936                                  | no es disputà entre 1932 i 1936 | no es disputà el 1936           | no es disputà el 1936                                     | no es disputà el 1936           | [ 2 ] [ 3 ]       |
| no es disputà entre 1937 i 1938 per l'esclat de la Guerra Civil |      |                                 |                                                                  |                                 |                                 |                                                           |                                 |                   |
| XX                                                              | 1939 | CN Barcelona                    | À. Sabata, Prats, F. Castillo, Burcet, F. Sabater                | 2:32.2                          | CN Barcelona B                  | Miquel, Nadal, I. Lepage, C. Ponsatí                      | 2:47.7                          | [ 2 ] [ 3 ]       |